# 1489

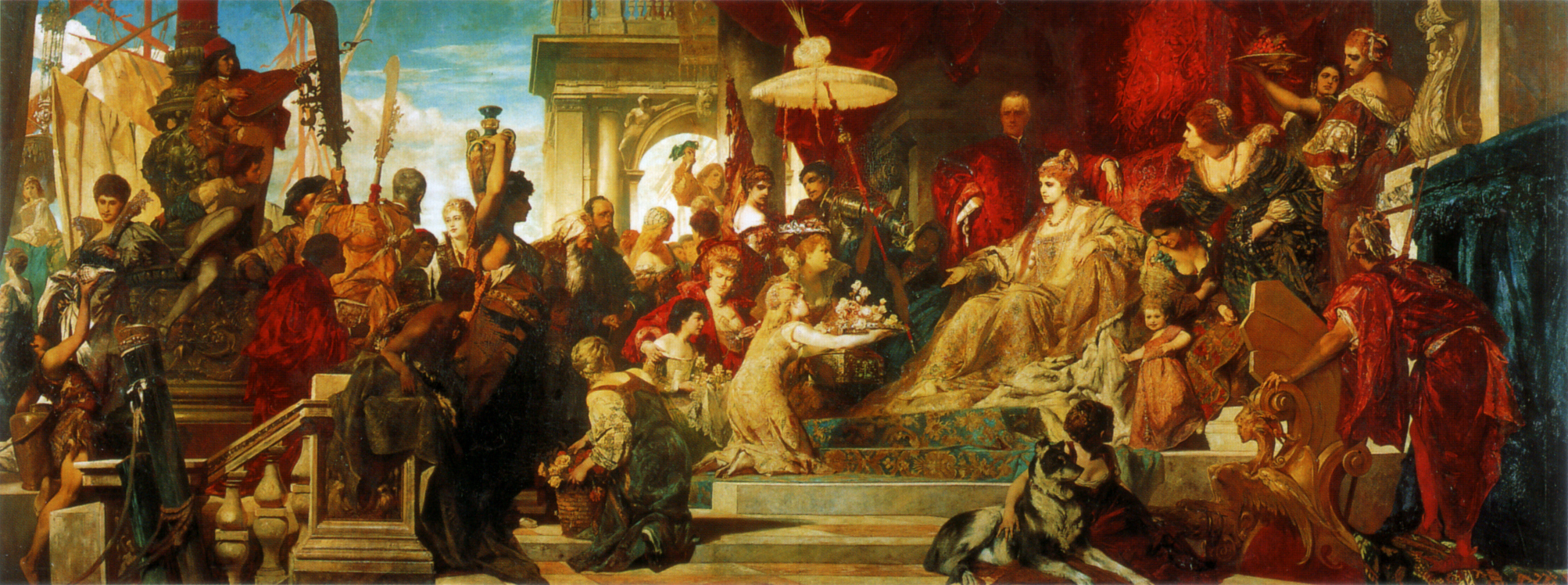
Huldiging van Catharina Cornaro in Venetië

Het jaar 1489 is het 89e jaar in de 15e eeuw volgens de christelijke jaartelling.

## Gebeurtenissen
februari
- 14 - Verdrag van Dordrecht: Maximiliaan van Duitsland en Hendrik VII van Engeland vormen een alliantie om Bretagne te steunen tegen Frankrijk.
- februari: Maximiliaan, regent voor zijn zoon Filips de Schone, verlaat de Nederlanden en zijn stadhouder-generaal Albrecht van Saksen begint een militaire campagne om de opstanden in Vlaanderen, Brabant, Holland, Zeeland, Utrecht en Luik neer te slaan.

maart
- 26 - Verdrag van Medina del Campo: De Engelse kroonprins Arthur wordt verloofd met de Spaanse prinses Catharina van Aragon.
- 31 - Inname van Geertruidenberg: De Hoeken onder Jan van Naaldwijk nemen zonder veel strijd de stad Geertruidenberg in.

juni
- 4 - Slag op de Lek: Kabeljauwen uit diverse Hollandse steden verslaan de Hoeken uit Rotterdam onder Jan van Naaldwijk.

juli
- 22 - Verdrag van Frankfurt: Karel VIII van Frankrijk belooft te bemiddelen in het conflict tussen Maximiliaan van Oostenrijk en de rebellen in Vlaanderen, en de bezetting van steden in Bretagne op te geven.
- juli - In Delft worden medestanders van Frans van Brederode berecht en onthoofd. Hij en de stad Rotterdam geven zich over onder voorwaarde van vrije aftocht, en hij vertrekt naar de Zeeuwse eilanden.

augustus
- 14 - Vrede van Danebroek: Brussel en Leuven erkennen het regentschap van Maximiliaan van Oostenrijk. De steden verliezen een aantal van hun voorrechten.

september
- 11 - Paus Innocentius VIII doet Ferdinand I van Napels in de ban nadat deze weigert pauselijke belasting te betalen.

oktober
- eind oktober - Rooms koning Maximiliaan van Habsburg neemt opnieuw de macht in Vlaanderen over van de opstandige steden. De leden van de regentschapsraad worden gevangen gezet.

zonder datum
- Catharina Cornaro, koningin van Cyprus, doet afstand van de troon en het eiland komt onder Venetiaans bestuur.
- De adellijke familie Von Thurn und Taxis begint in opdracht van keizer Maximiliaan I met de opbouw van een netwerk van koeriersdiensten dat een groot deel van Europa bestrijkt.
- Almería wordt door Spanje veroverd op het koninkrijk Granada.
- Pêro da Covilhã reist langs de oostkust van Afrika.
- De Universiteit van Siguenza wordt gesticht.

## Beeldende kunst

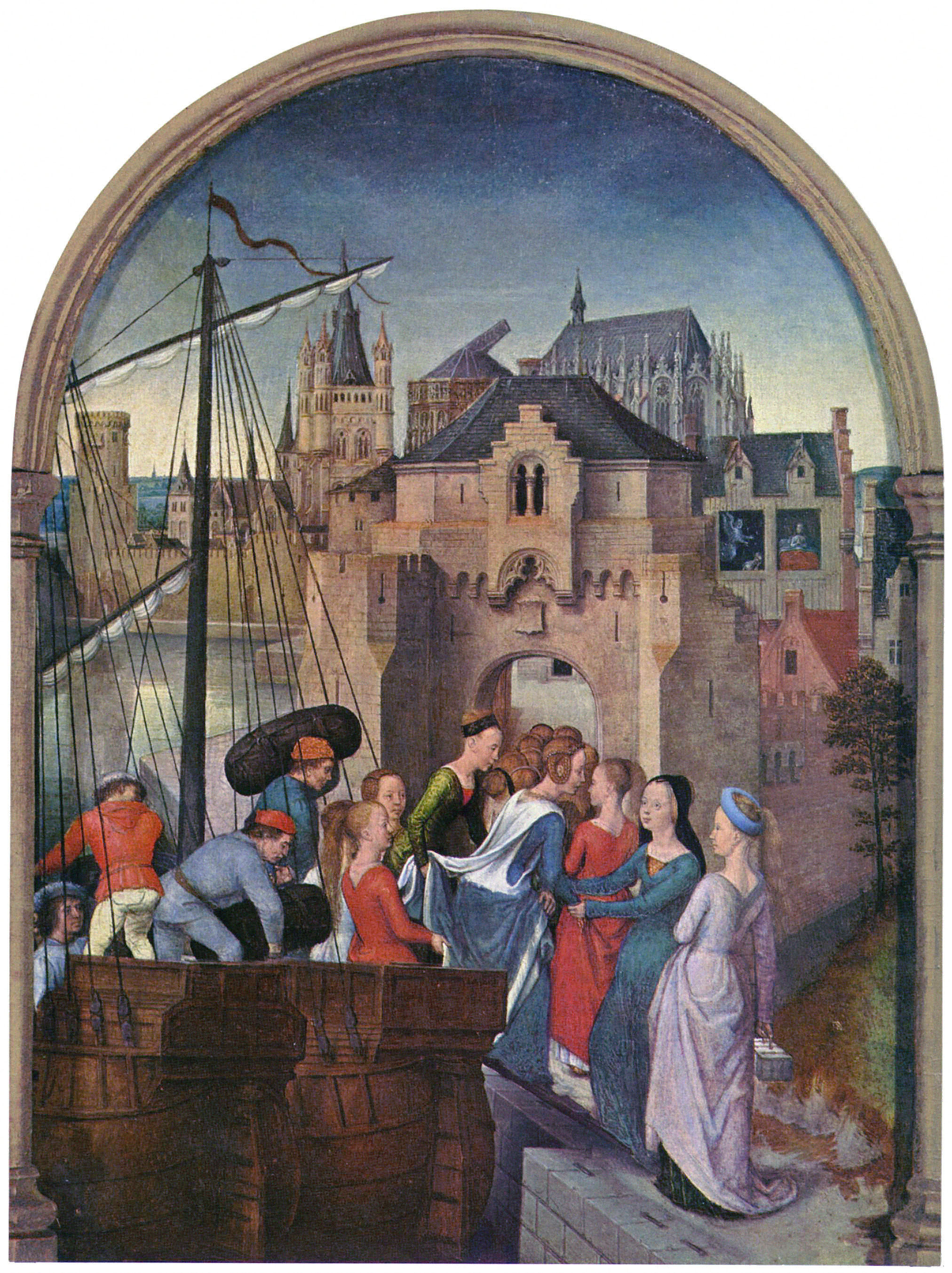
Hans Memling: Ursulaschrijn
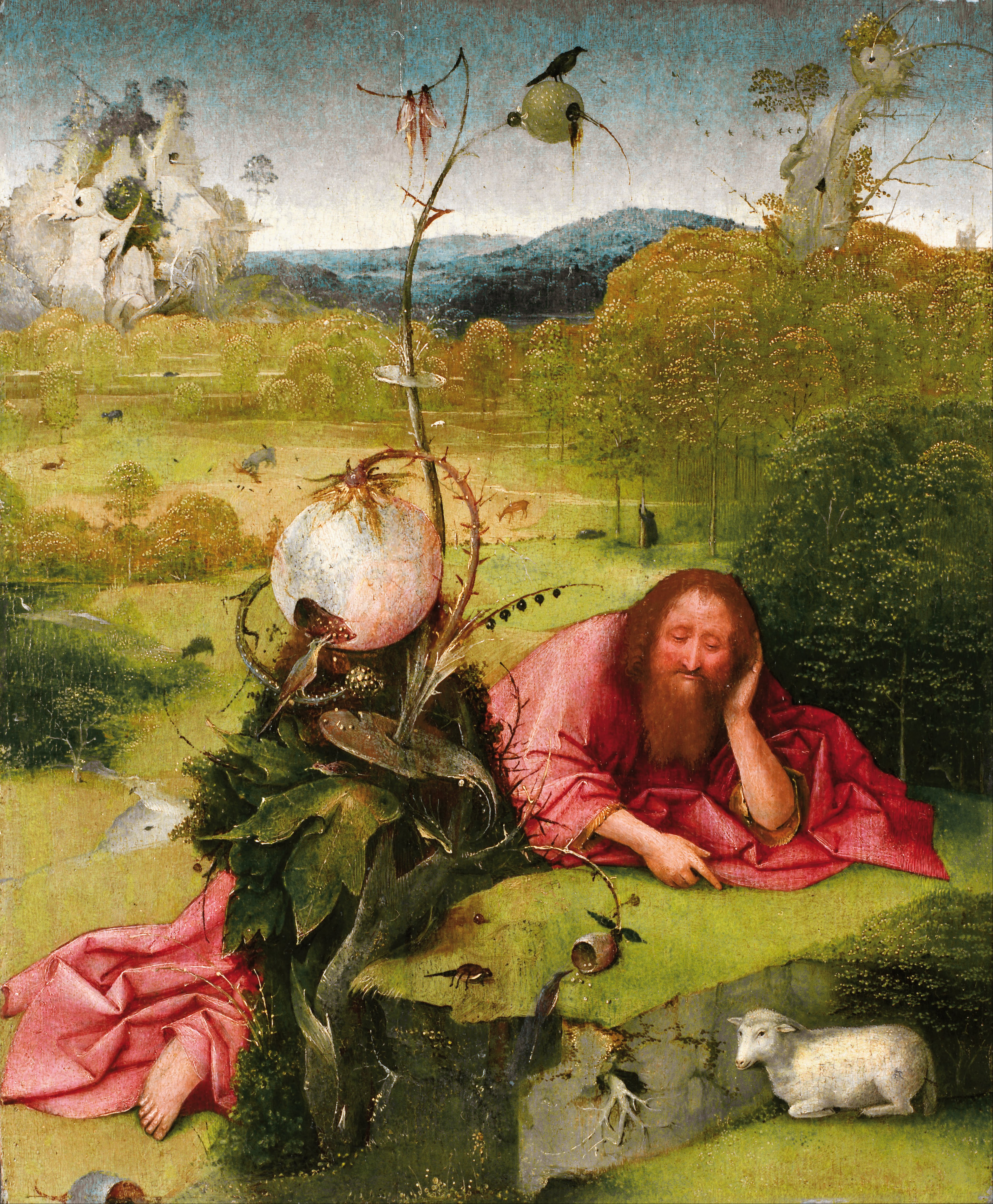
Jheronimus Bosch: Johannes de Doper in de wildernis
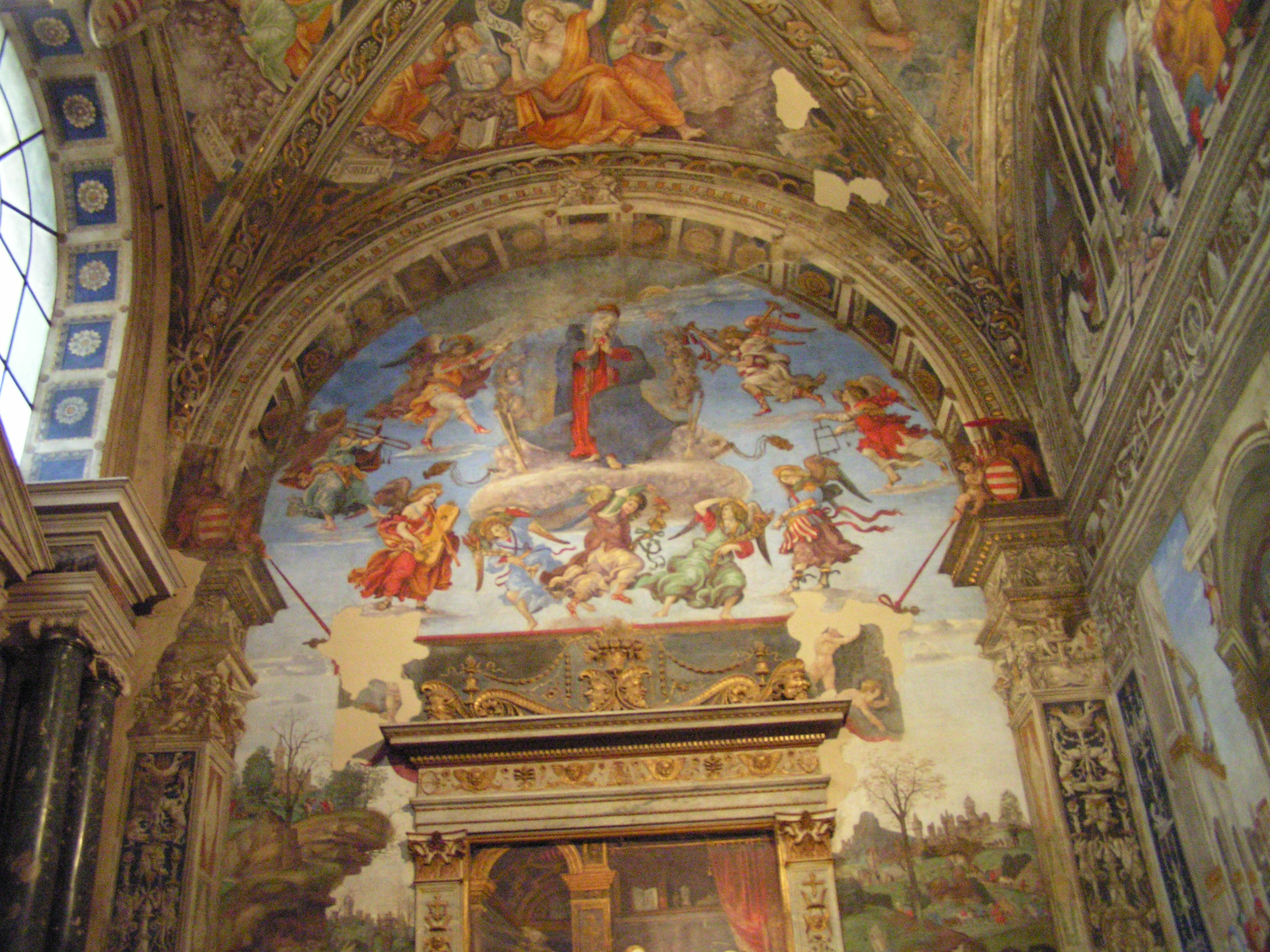
Filippino Lippi: Carafakapel
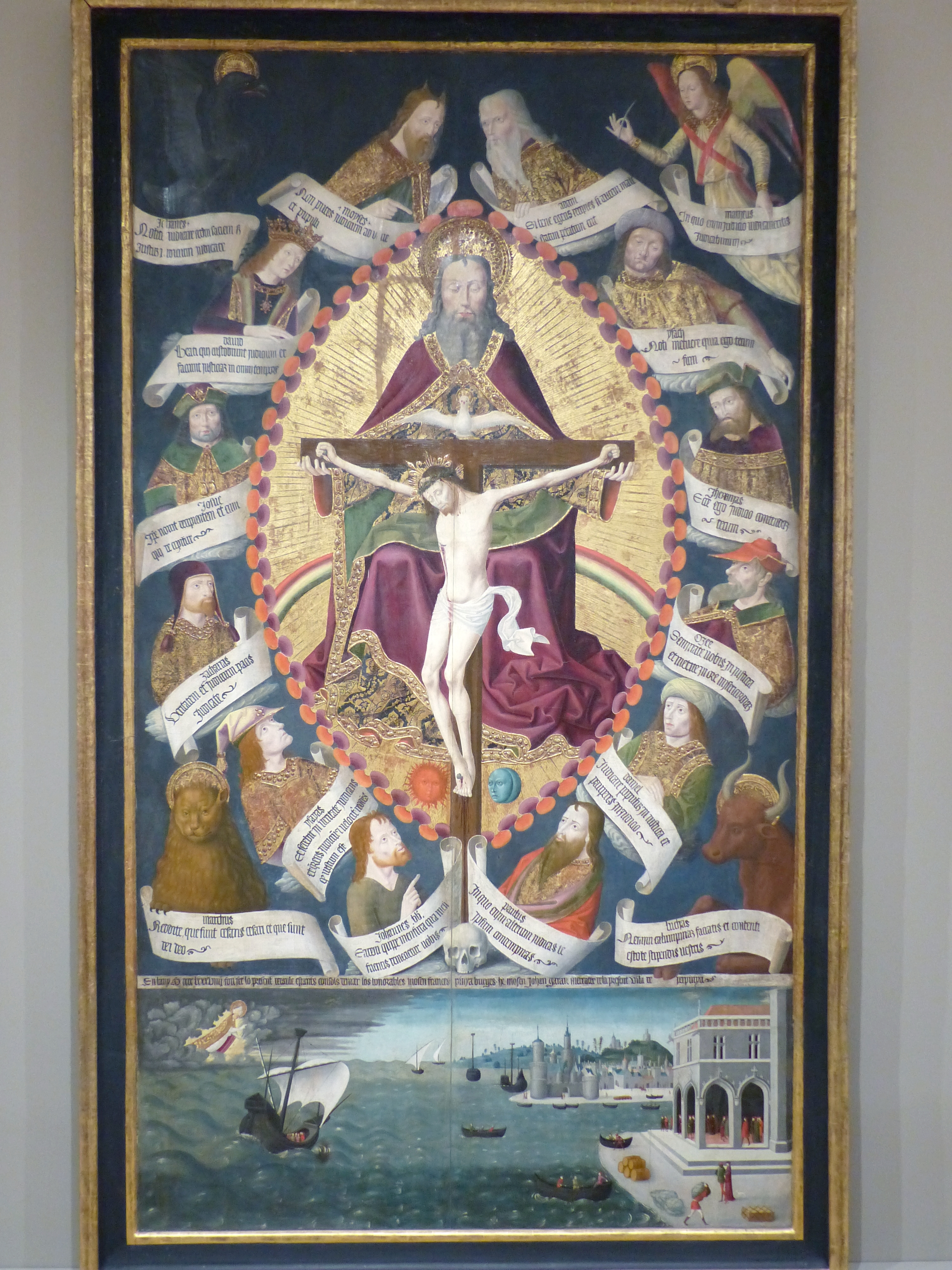
Anoniem: Altaarstuk van de Drie-eenheid

## Opvolging
- patriarch van Constantinopel - Dionysius I als opvolger van Nefon II
- sultanaat Delhi - Bahlul Khan Lodi opgevolgd door zijn zoon Sikandar Lodi
- Duitse Orde - Martin Truchsess van Wetzhausen opgevolgd door Johan van Tieffen
- Gelre - Adolf III van Nassau-Wiesbaden als stadhouder
- Hafsiden (Tunesië) - Abu Zakariya Yahya II opgevolgd door Abd al-Mu'min
- Palts-Zweibrücken - Lodewijk I opgevolgd door zijn zoons Kasper en Alexander
- shogun (Japan) - Ashikaga Yoshihisa opgevolgd door zijn neef Ashikaga Yoshitane
- Sicilië (onderkoning) - Gaspar de Espes opgevolgd door Fernando de Acuña y de Herrera

## Afbeeldingen

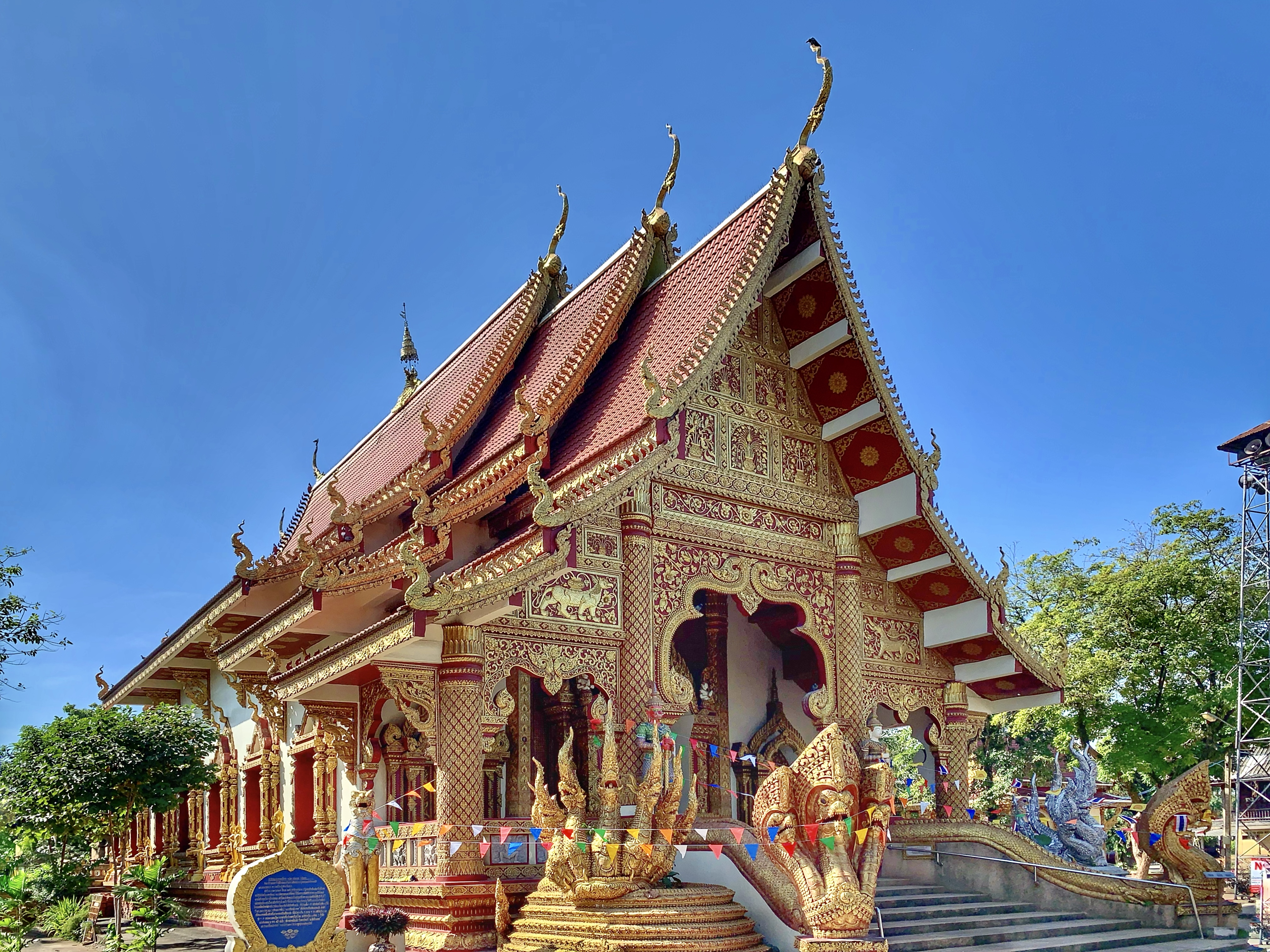
Wat Phra Chao Lan Thong, Chiang Saen (gebouwd 1489)
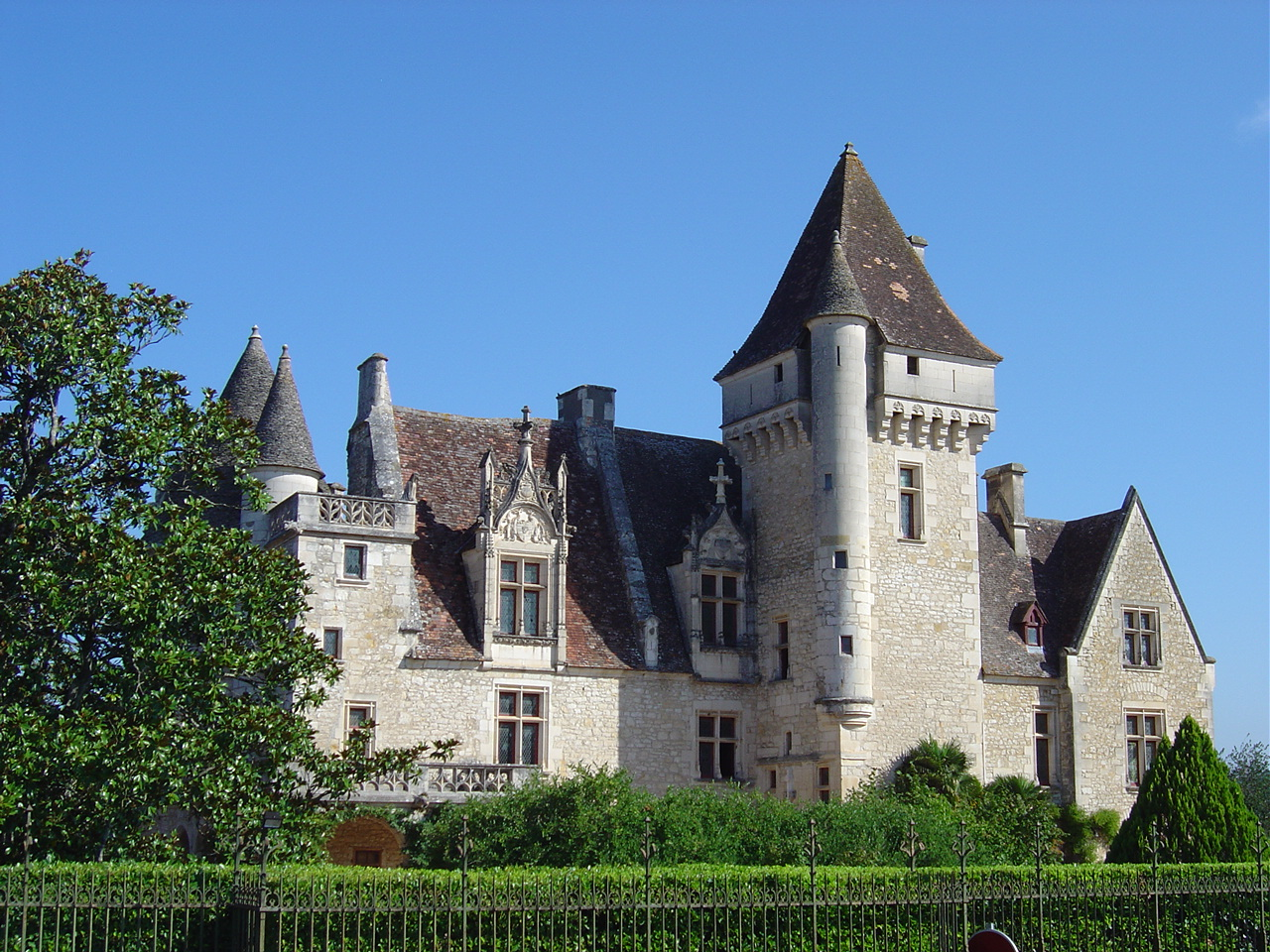
Kasteel Les Milandes, Castelnaud-la-Chapelle (gebouwd 1489)

## Geboren
- 15 april - Koca Mimar Sinan Ağa, Ottomaans architect
- 27 april - Frederik Jagiellon, Pools prelaat
- mei - Urbanus Rhegius, Duits theoloog en reformator
- 2 juni - Karel van Bourbon-Vendôme, Frans edelman
- 4 juni - Anton van Lotharingen, Duits edelman
- 2 juli - Thomas Cranmer, aartsbisschop van Canterbury
- 30 augustus - Antonio da Correggio, Italiaans schilder (datum bij benadering)
- 2 september - Karel IV van Alençon, Frans edelman
- 10 november - Hendrik II van Brunswijk-Wolfenbüttel, Duits edelman
- 29 november - Robrecht de Clercq, Zuid-Nederlands abt
- 29 november - Margaretha Tudor, Engels prinses, echtgenote van Jacobus IV van Schotland
- 1 december - Gijsbert VII van Bronckhorst (~49), Gelders edelman
- 7 december - Pieter Laurijn, Vlaams politicus
- 10 december - Gaston van Foix-Nemours, Frans edelman
- Gerónimo de Aguilar, Spaans geestelijke en ontdekkingsreiziger
- Hieronymus Bock, Duits botanicus en arts
- Adolf van Bourgondië, Nederlands edelman
- Jan van Coninxloo, Zuid-Nederlands schilder
- Guillaume Farel, Frans-Zwitsers theoloog en kerkhervormer
- Jan van Glymes van Bergen, Brabants edelman
- Henry Guildford, Engels hoveling
- Itagaki Nobukata, Japans samoerai
- Jan Dullaert, Zuid-Nederlands filosoof (jaartal bij benadering)
- Bernardino Licinio, Italiaans schilder (jaartal bij benadering)
- Titiaan, Venetiaans schilder (jaartal bij benadering)

## Overleden
- 7 maart - Joos II van Varsenare, Vlaams politicus
- 26 april - Ashikaga Yoshihisa (23), shogun (1473-1489)
- 28 april - Henry Percy (~39), Engels edelman
- juni - Joris van Brederode, Hollands politicus
- 19 juli - Lodewijk I van Palts-Zweibrücken (~64), Duits edelman
- Margareta van Brandenburg, Duits edelvrouw
- Päljor Döndrub (~62), Tibetaans geestelijk leider
- Onno van Ewsum, Gronings hoofdeling
- Wessel Gansfort (~70), Noord-Nederlands theoloog en humanist
- Rombout I Keldermans, Brabants glasschilder
- Bahlul Khan Lodi, sultan van Delhi (1451-1489)
- Simon Marmion, Frans schilder
- Pontius Andreas van Vilar, Aragonees politicus
- Martin Truchsess van Wetzhausen, grootmeester van de Duitse Orde